# Boty pro koně

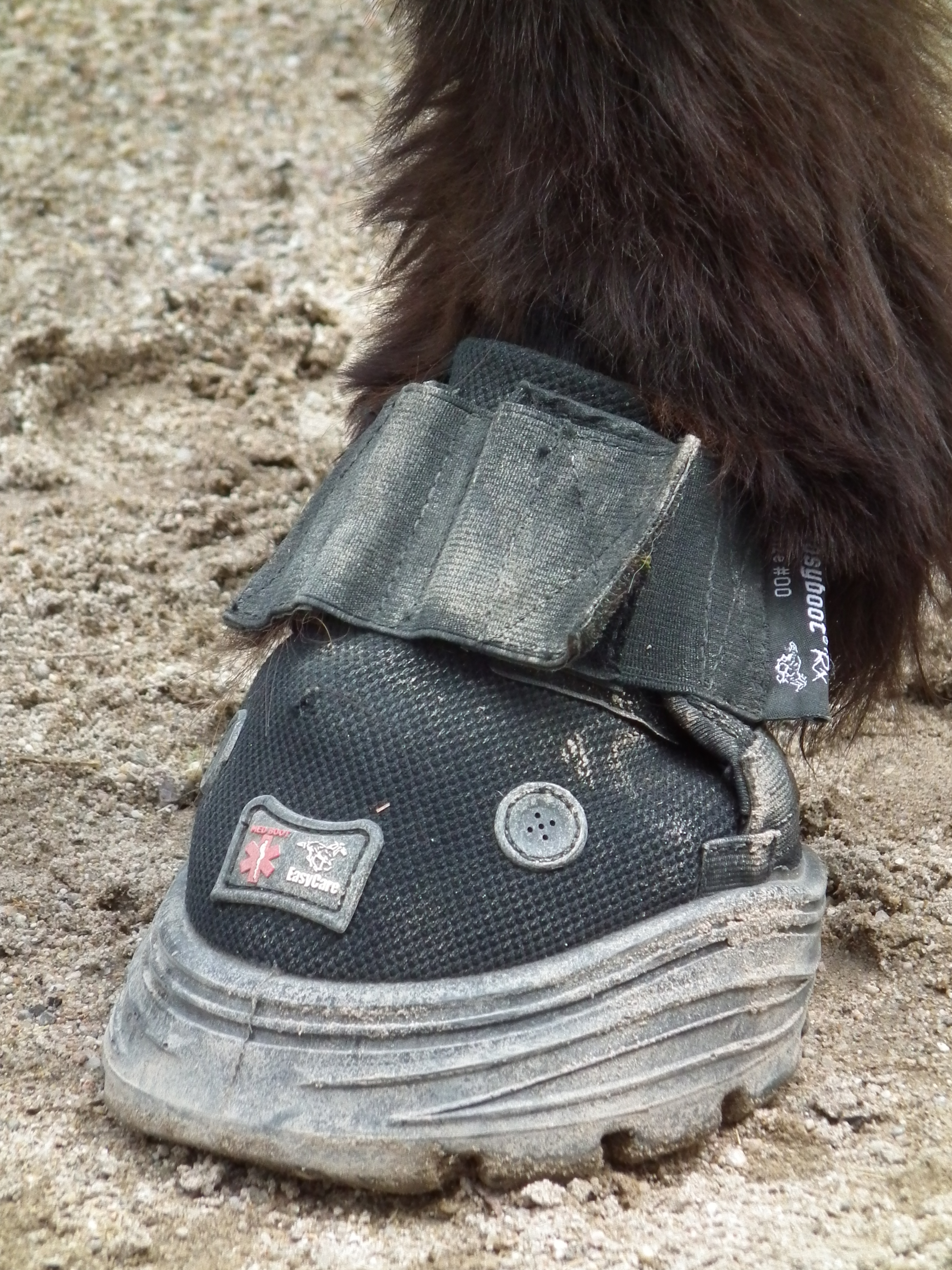

Boty pro koně, někdy nazývané Boty na kopyta či koňské boty, jsou boty určené pro koně. Jsou možnou alternativou podkov. Podobně jako podkovy, jsou boty pro koně ochranou koňského kopyta před přílišným opotřebováním nebo jsou obouvány za účelem zlepšení pohybu koně.

## Historie a současnost
Historickou skutečností je, že boty pro koně byly lidmi vyráběné dříve než podkovy. Nejstarší ochranou kopyt (tj. botami pro koně) byly pravděpodobně lýkové hiposandály používané asi nejdříve v antickém Římě, které se ke kopytu přivazovaly. Později se využíval také kov.
V Polsku se používaly tzv. Klumpy, tj. širší boty pro koně, které rozšiřovaly styčnou plochu končetin koně při pohybu v podmočeném terénu a zabraňovaly zapadání končetin koně a umožňovaly mu pastvu na podmočených pastvinách, viz např. skanzen Muzeum Wsi Słowińskiej.
V současnosti se vyrábí boty pro koně z různých lehkých materiálu.

## Další informace
Boty pro koně by měly zoometricky a anatomicky odpovídat potřebám koně. Nasazují se na kopyta a to vždy alespoň na jeden pár končetin. Mezi hlavní výhody bot pro koně patří nízká hmotnost, jednoduchá výměna, flexibilita a pro jejich nasazování není třeba odborné práce podkováře. V některých případech se boty používají také pro léčbu koně. Podkovy umístěné na kopytě chrání a drží kopyto v pevném „rámu“ avšak boty poskytují kopytu ochranu s větší možností ohnutí, otočení a rozšiřování způsobem více podobným bosému (přirozenému) kopytu. Z tohoto důvodu je také absorpce otřesů v kopytu a biomechanika pohlcování rázů při pohybu koně po podloží rozdílná. Boty nabízejí také možnost určitého nastavení tuhosti bot. Podobně jako u lidské vložky do obuvi, lze přidáním vložek a gelů zvolit vhodnou tuhost koňské boty. Mezi hlavní nevýhody patří to, že musí správně sedět na kopytě, jinak mohou být pro koně spíše přítěží a zvýšit riziko jeho zranění. Na rozdíl od podkov vyžadují koňské boty pravidelnější údržbu a kontrolu.

## Galerie

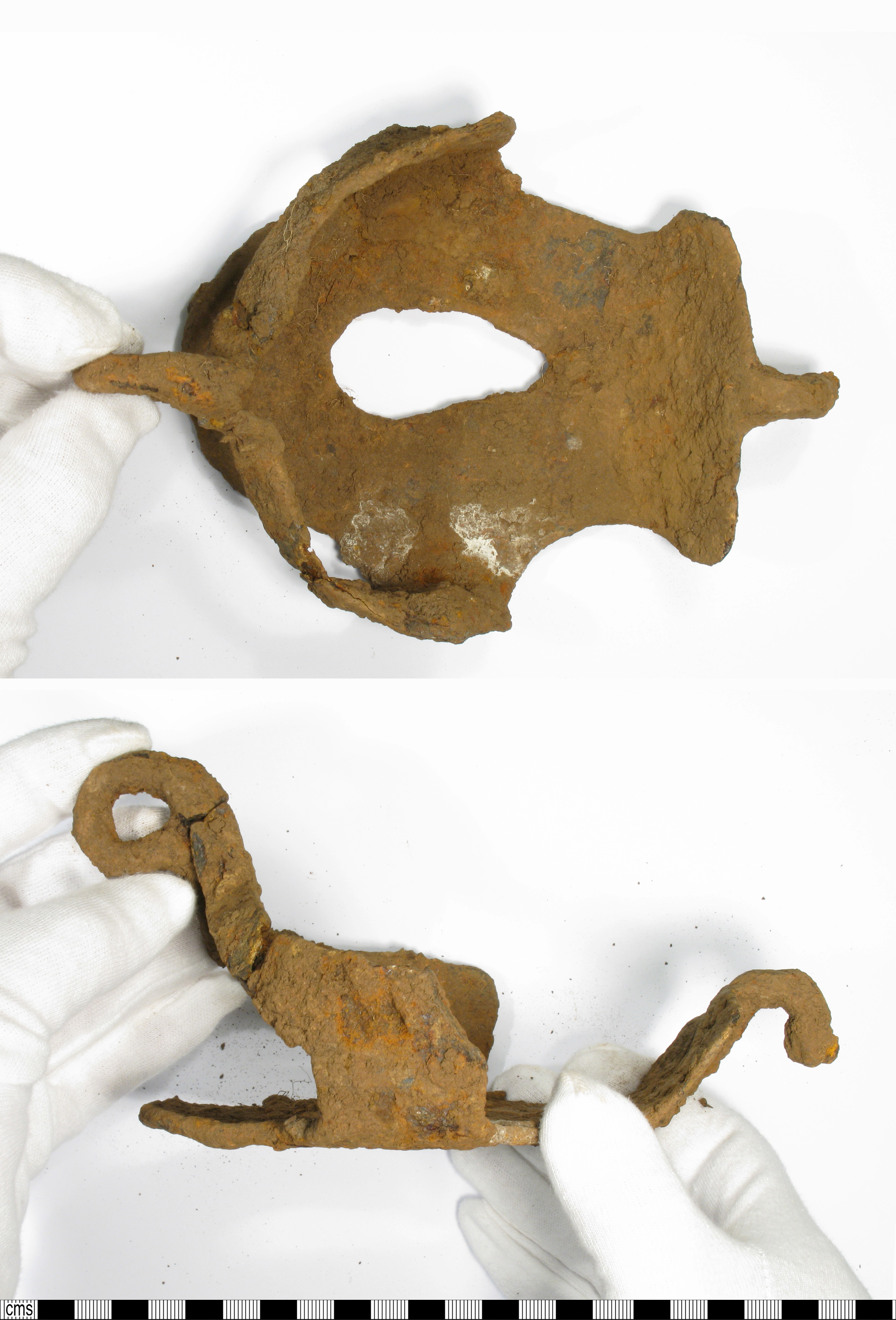
Římský hiposandál (archeologický nález)
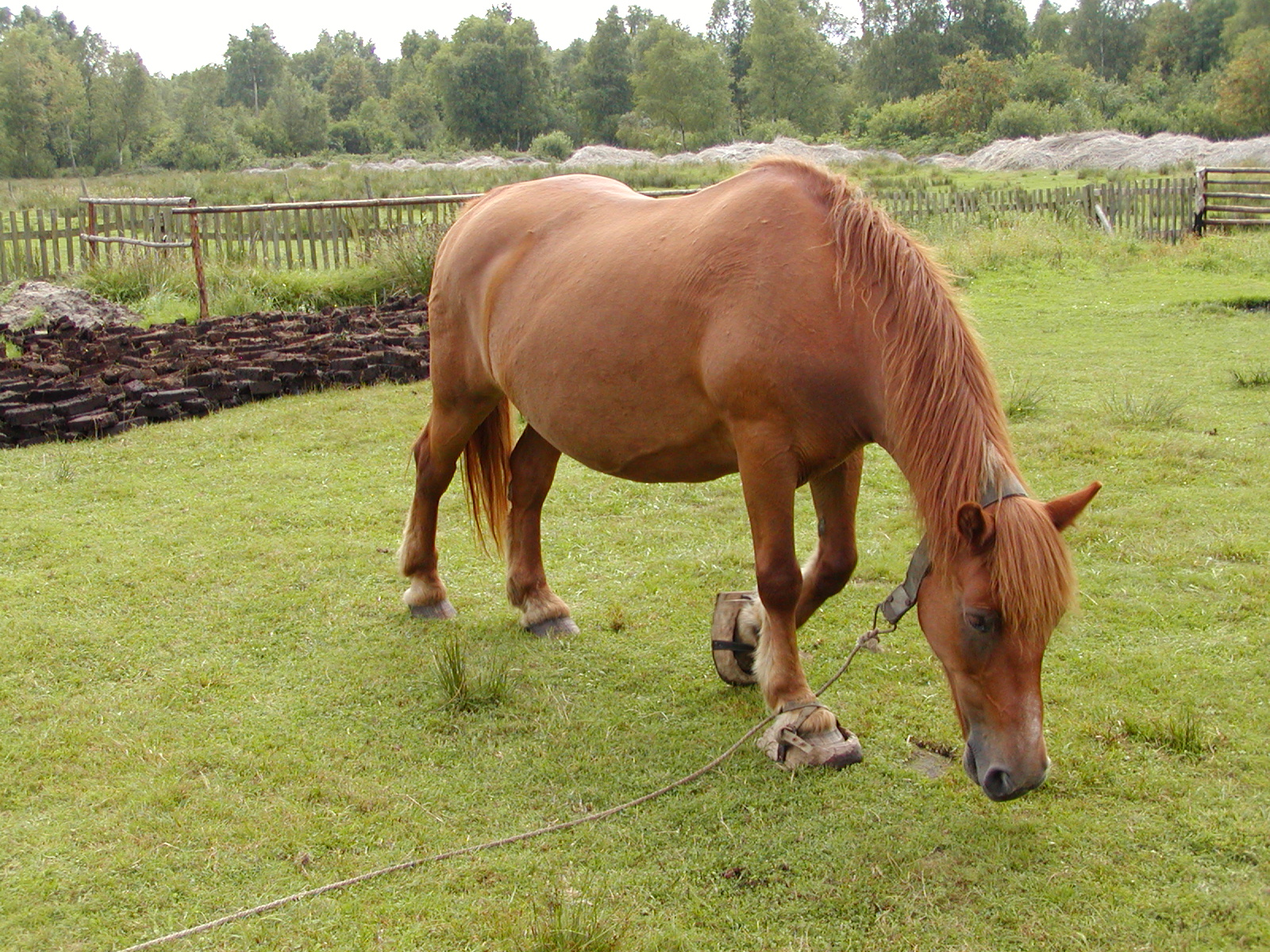
Klumpy na předních končetinách koně (Muzeum Wsi Słowińskiej, Polsko)
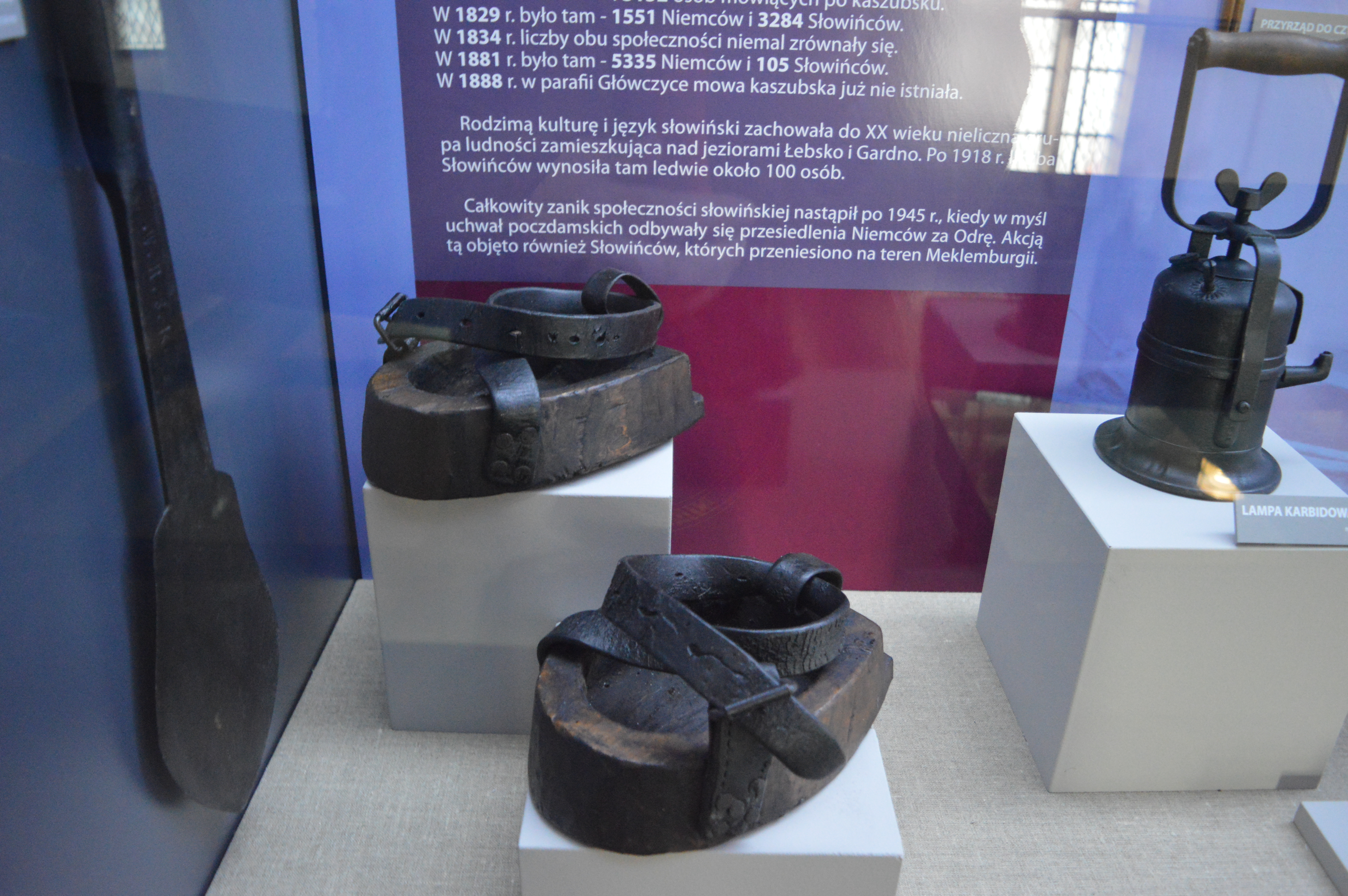
Klumpy
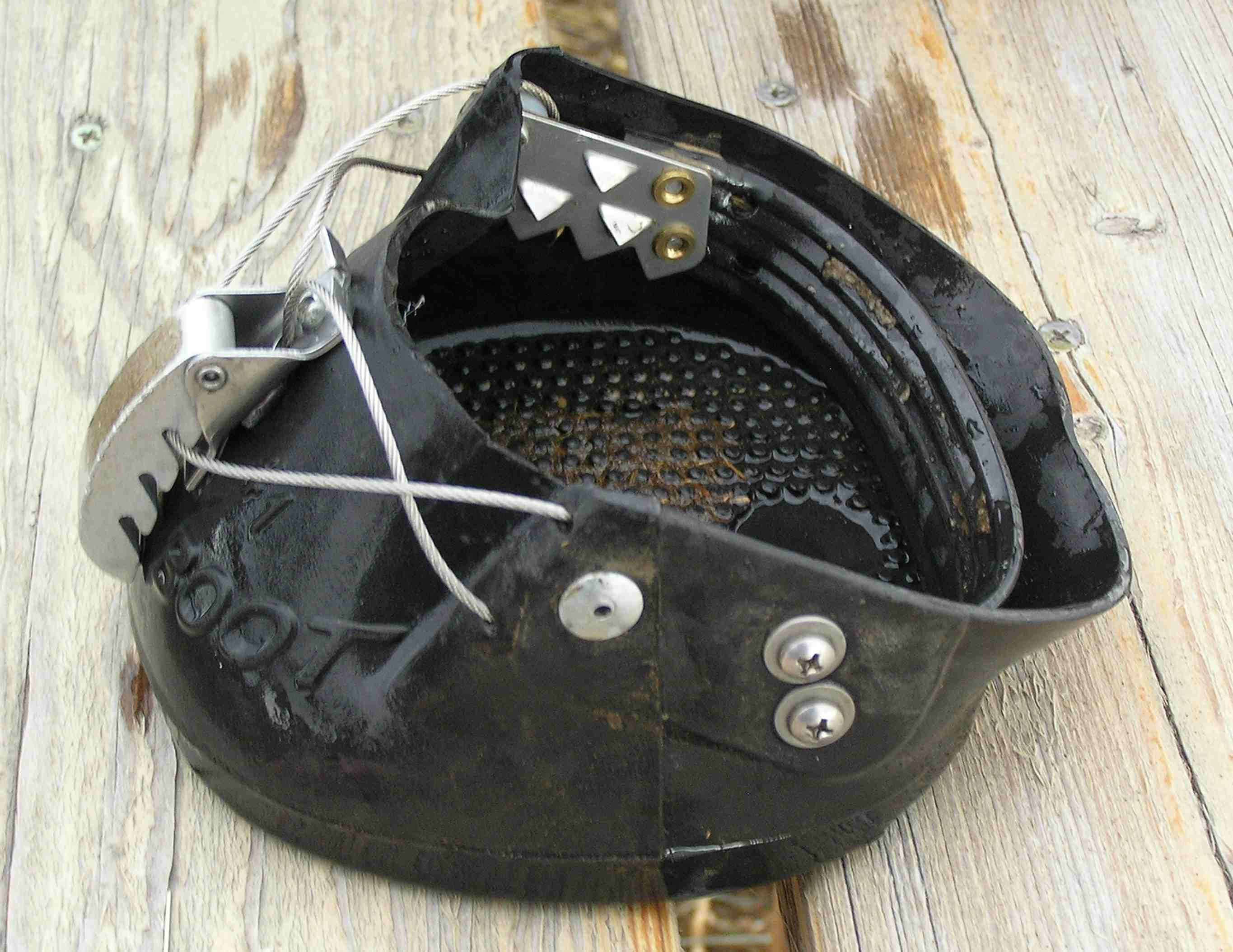
Moderní design
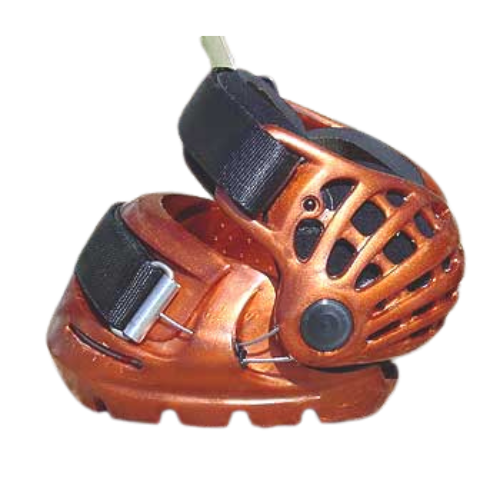
Moderní design
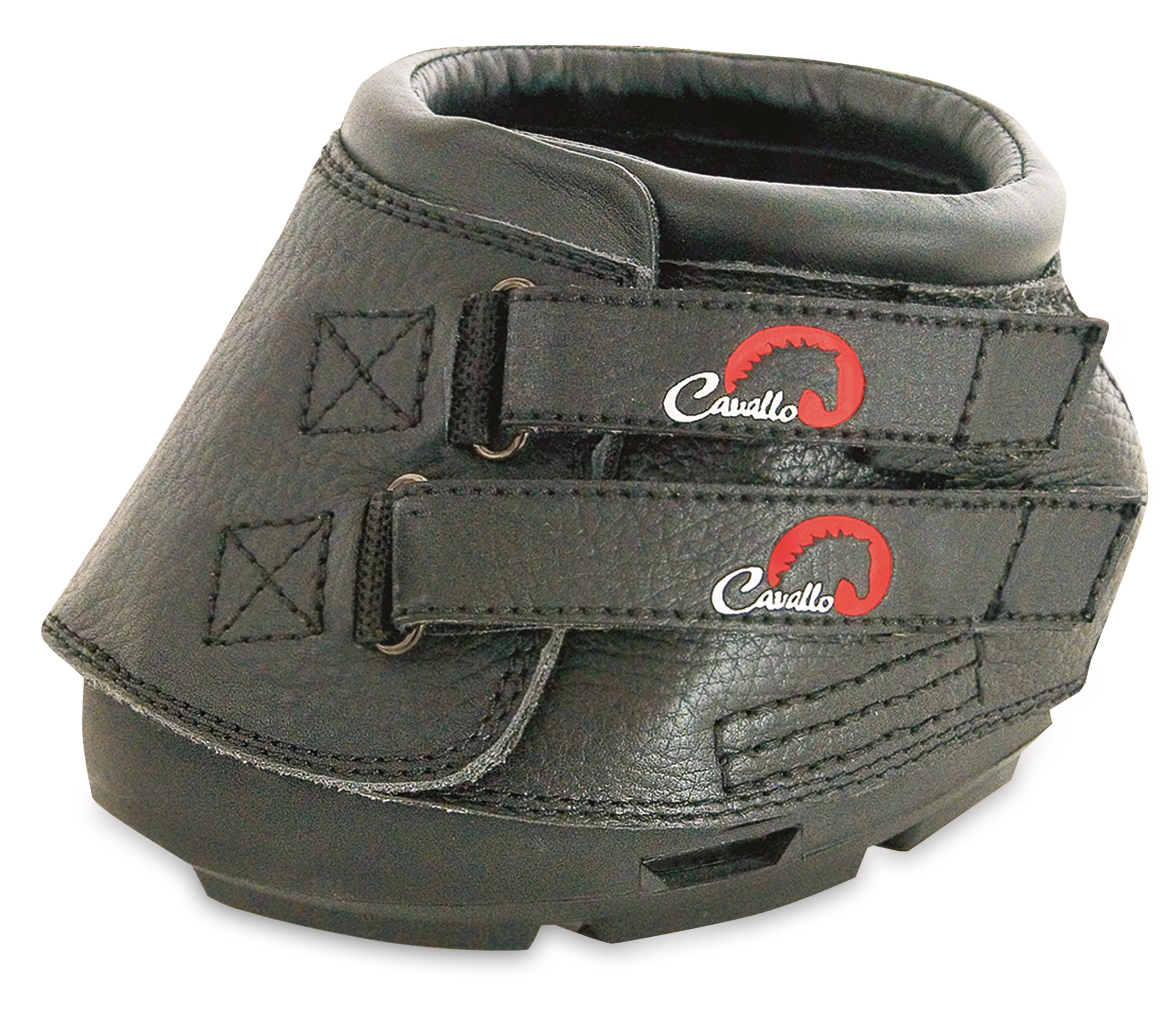
Moderní design
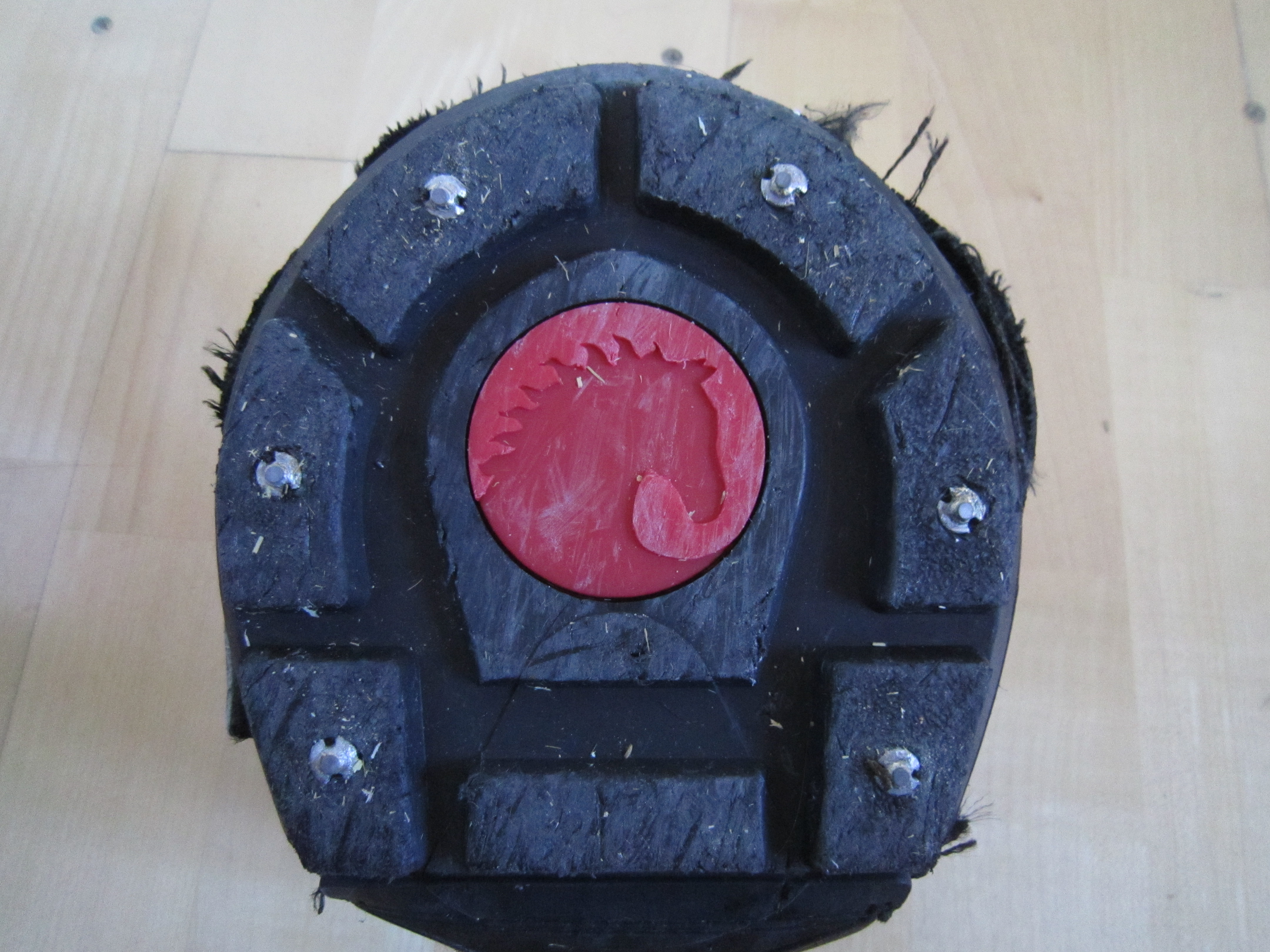
Moderní design